# Bacúrov
Bacúrov (bis 1927 slowakisch „Bacúr“; ungarisch Bacúr – bis 1888 Bacur) ist eine Gemeinde in der Mittelslowakei mit 159 Einwohnern (Stand 31. Dezember 2024) und gehört zum Okres Zvolen, einem Kreis des Banskobystrický kraj.

## Geographie
Die Gemeinde befindet sich im nordwestlichen Teil des Talkessels Pliešovská kotlina unterhalb der Schemnitzer Berge. Das Ortszentrum liegt auf einer Höhe von 452 m n.m. und ist 12 Kilometer von Zvolen entfernt.
Nachbargemeinden sind Ostrá Lúka im Norden, Breziny im Osten, Dubové im Süden und Kozelník im Westen.

## Geschichte

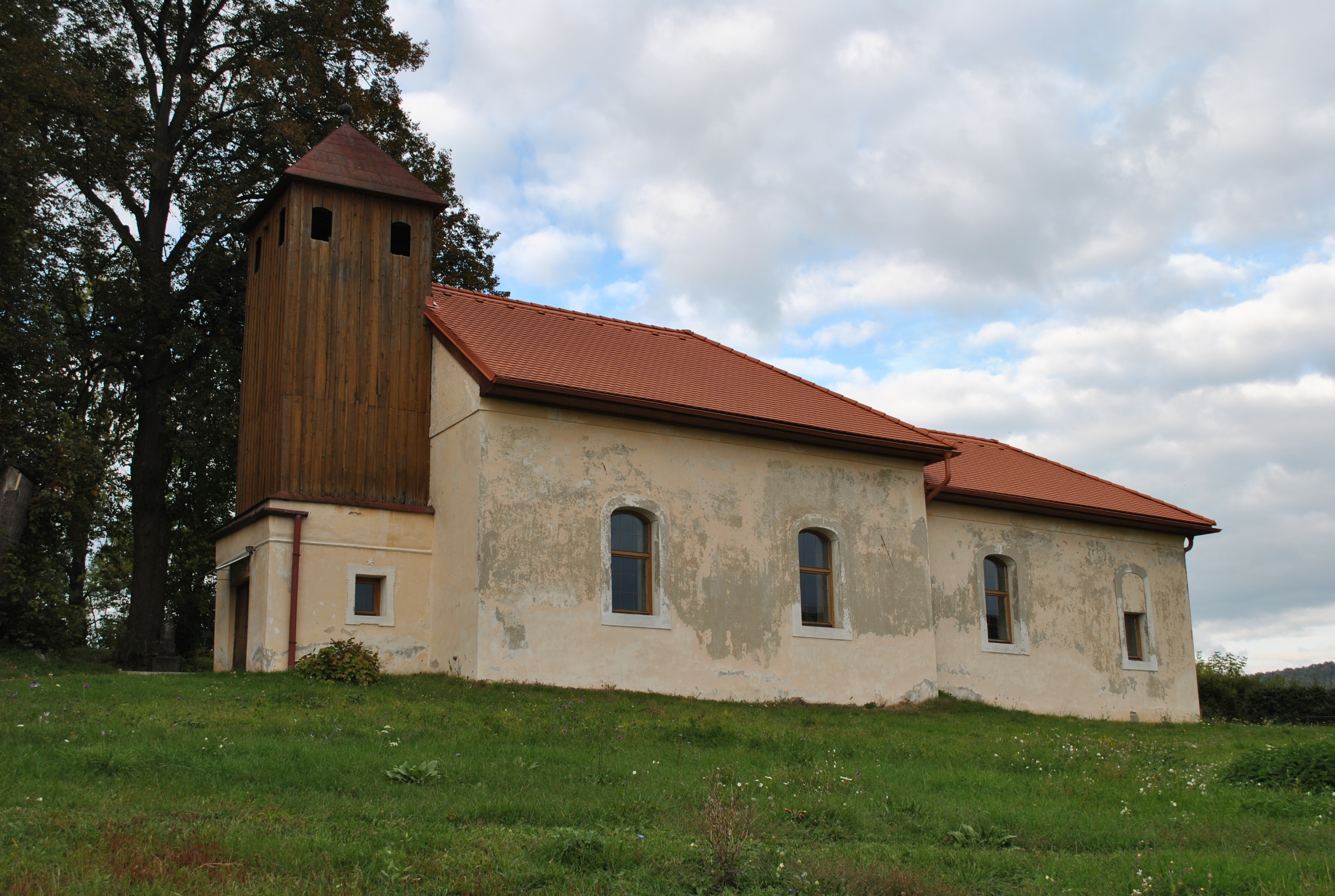
Simon-und-Judas-Kirche im Ort

Bacúrov wurde zum ersten Mal 1255 als Villa Bochorou schriftlich erwähnt und gehörte damals zum Herrschaftsgebiet der alten Burg Sohl, später verschiedenen kleinadligen Familien und ab dem 16. Jahrhundert teilweise der Stadt Altsohl. Gegen 1580 musste das Dorf Tribut gegenüber dem Osmanischen Reich leisten und wurde im 17. Jahrhundert durch Standesaufstände mehrmals in Mitleidenschaft gezogen. 1828 zählte man 44 Häuser und 325 Einwohner, die vorwiegend als Landwirte beschäftigt waren. Bacúrov hatte eine Korbmacher-Tradition, die Körbe aus Eichen und Haseln flochten.
Bis 1918 gehörte der im Komitat Sohl liegende Ort zum Königreich Ungarn und kam danach zur Tschechoslowakei beziehungsweise heute Slowakei.

## Bevölkerung
| Jahr                | 1994 | 2004     | 2014     | 2024    |
| ------------------- | ---- | -------- | -------- | ------- |
| Anzahl der Personen | 98   | 121      | 164      | 159     |
| Unterschied         |      | +23,46 % | +35,53 % | −3,04 % |

| Jahr                | 2023 | 2024    |
| ------------------- | ---- | ------- |
| Anzahl der Personen | 158  | 159     |
| Unterschied         |      | +0,63 % |

Nach der Volkszählung 2011 wohnten in Bacúrov 153 Einwohner, davon 131 Slowaken und ein Magyare. Ein Einwohner gab eine andere Ethnie an und 20 Einwohner machten keine Angabe zur Ethnie.
51 Einwohner bekannten sich zur Evangelischen Kirche A. B., 36 Einwohner zur römisch-katholischen Kirche und ein Einwohner zur griechisch-katholischen Kirche; neun Einwohner bekannten sich zu einer anderen Konfession. 26 Einwohner waren konfessionslos und bei 30 Einwohnern wurde die Konfession nicht ermittelt.

## Bauwerke
- Römisch-katholische Simon-und-Judas-Kirche aus dem 16. Jahrhundert, 1790 umgebaut und im Spätbarockstil gestaltet
- Evangelischer Glockenturm aus dem Ende des 19. Jahrhunderts
- volkstümliches Haus mit Hof aus dem Jahr 1850